# 天龍梅花駅伝
天龍梅花駅伝（てんりゅうばいかえきでん）は、長野県下伊那郡天龍村で行われている駅伝競走大会である。毎年、2月（第4日曜日）に行われる。2008年の第40回からは、距離が40キロメートルに変わり、招待選手として早稲田大学、駒澤大学、佐久長聖高等学校も参加したことがある。
佐久長聖高等学校に入学前（中学生）の有力選手が数多く出場していて、村澤明伸、千葉健太、平賀翔太等も走っている。

## 概要
スタートは午前11時。約2〜3時間かけて6区間を走りぬく。
第42回大会からは、これまでのコースを逆に走る順路に変更している。
天竜川の絶景を走る駅伝である。
第50回大会からコースが変更がされた。さらに第53回大会は1区と2区のコースが変更がされた。
第1区（6.3km）
天龍中学校横→福島トンネル出口
第2区（4.9km）
福島トンネル出口→ふれあいステーション龍泉閣前
第3区（4.5km）
ふれあいステーション龍泉閣前→平岡ダム
第4区（8.65km）
平岡ダム→阿南町御供商店街
第5区（7.0km）
阿南町御供商店街→泰阜村温田地区経由→味覚小屋
第6区（6.8km）
味覚小屋→天龍中学校横
全６区間総距離（38.15km）
第41回では、前年の優勝チーム「佐久長聖高校」が4位となり、第57回長野県縦断駅伝で51年ぶりに優勝した「飯田下伊那」チームが優勝した。佐久長聖高校の村澤明伸選手は2区を走り、区間賞を獲得した。
第42回大会からは、スポーツ振興くじ（toto）助成事業として行われ、同大会は、招待チームの早稲田大学が優勝した

## 歴代優勝チーム（一般の部）
| 回数   | 開催年   | 参加チーム数 | 距離    | 優勝チーム     | 記録     | 備考                         |
| ------ | -------- | ------------ | ------- | -------------- | -------- | ---------------------------- |
| 第1回  | 昭和43年 | 8チーム      | 33.4km  | 飯伊陸協       | 1h53m15s |                              |
| 第2回  | 昭和44年 | 10チーム     | 33.4km  | 下伊那農業高校 | 1h52m33s |                              |
| 第3回  | 昭和45年 | 14チーム     | 33.4km  | 飯田赤石A      | 1h50m33s |                              |
| 第4回  | 昭和46年 | 10チーム     | 33.4km  | 飯伊陸協       | 1h54m33s |                              |
| 第5回  | 昭和47年 | 6チーム      | 33.4km  | 矢崎部品       | 1h54m02s |                              |
| 第6回  | 昭和48年 | 5チーム      | 33.4km  | 矢崎部品A      | 1h51m20s |                              |
| 第7回  | 昭和49年 | 10チーム     | 33.4km  | 飯田赤石       | 1h49m41s |                              |
| 第8回  | 昭和50年 | 9チーム      | 33.4km  | 辰野町         | 1h47m19s |                              |
| 第9回  | 昭和51年 | 15チーム     | 33.4km  | 辰野町A        | 1h46m35s |                              |
| 第10回 | 昭和52年 | 19チーム     | 33.6km  | 駒ヶ根市       | 1h47m31s |                              |
| 第11回 | 昭和53年 | 19チーム     | 33.6km  | 山豊走友会     | 1h48m20s |                              |
| 第12回 | 昭和54年 | 20チーム     | 33.6km  | 山豊走友会     | 1h46m42s |                              |
| 第13回 | 昭和55年 | 27チーム     | 33.6km  | 山豊走友会     | 1h46m42s |                              |
| 第14回 | 昭和56年 | 25チーム     | 34.8km  | 駒ヶ根市A      | 1h49m01s |                              |
| 第15回 | 昭和57年 | 25チーム     | 34.8km  | 駒ヶ根市A      | 1h48m54s |                              |
| 第16回 | 昭和58年 | 29チーム     | 34.8km  | 駒ヶ根市A      | 1h49m36s |                              |
| 第17回 | 昭和60年 | 29チーム     | 34.8km  | 駒ヶ根市A      | 1h43m13s |                              |
| 第18回 | 昭和61年 | 33チーム     | 34.8km  | 駒ヶ根市       | 1h51m36s |                              |
| 第19回 | 昭和62年 | 46チーム     | 33.0km  | 箕輪町A        | 1h42m46s |                              |
| 第20回 | 昭和63年 | 61チーム     | 34.0km  | 駒ヶ根市A      | 1h46m27s |                              |
| 第21回 | 平成元年 | 69チーム     | 34.0km  | 駒ヶ根市A      | 1h47m06s |                              |
| 第22回 | 平成2年  | 63チーム     | 32.5km  | 箕輪町陸上部A  | 1h44m30s |                              |
| 第23回 | 平成3年  | 92チーム     | 32.5km  | 駒ヶ根市A      | 1h47m06s |                              |
| 第24回 | 平成4年  | 111チーム    | 32.5km  | 岡谷陸協A      | 1h45m51s | 梅花駅伝へ名称変更           |
| 第25回 | 平成5年  | 101チーム    | 32.5km  | 京セラ         | 1h44m16s |                              |
| 第26回 | 平成6年  | 92チーム     | 32.5km  | 上伊那農業高校 | 1h45m26s | 延期                         |
| 第27回 | 平成7年  | 103チーム    | 32.5km  | 駒ヶ根市       | 1h41m44s |                              |
| 第28回 | 平成8年  | 70チーム     | 32.8km  | 飯田高校クラブ | 1h50m42s |                              |
| 第29回 | 平成9年  | 95チーム     | 32.8km  | 駒ヶ根市       | 1h43m37s |                              |
| 第30回 | 平成10年 | 107チーム    | 32.8km  | 駒ヶ根市       | 1h45m39s |                              |
| 第31回 | 平成11年 | 107チーム    | 32.8km  | 駒ヶ根市       | 1h42m58s |                              |
| 第32回 | 平成12年 | 59チーム     | 32.8km  | 浜北市青友会A  | 1h56m20s | 延期                         |
| 第33回 | 平成13年 | 101チーム    | 33.8km  | 駒ヶ根市       | 1h50m14s |                              |
| 第34回 | 平成14年 | 118チーム    | 33.8km  | 上伊那農業高校 | 1h49m33s |                              |
| 第35回 | 平成15年 | 111チーム    | 32.0km  | 飯田高校       | 1h44m55s |                              |
| 第36回 | 平成16年 | 116チーム    | 34.1km  | 上伊那RAN'04   | 1h49m50s |                              |
| 第37回 | 平成17年 | 116チーム    | 34.1km  | 全諏訪A        | 1h49m10s |                              |
| 第38回 | 平成18年 | 135チーム    | 34.1km  | 信州大学       | 1h47m48s |                              |
| 第39回 | 平成19年 | 112チーム    | 37.8km  | 駒澤大学       | 1h52m04s | 天龍村50周年記念大会         |
| 第40回 | 平成20年 | 116チーム    | 40.0km  | 佐久長聖高校   | 1h59m27s | 阿南町へコース変更           |
| 第41回 | 平成21年 | 117チーム    | 40.0km  | 飯田下伊那A    | 2h03m32s |                              |
| 第42回 | 平成22年 | 140チーム    | 40.0km  | 早稲田大学     | 1h57m52s | コースを順路変更             |
| 第43回 | 平成23年 | 137チーム    | 40.0km  | 全諏訪A        | 2h04m14s |                              |
| 第44回 | 平成24年 | 137チーム    | 40.0km  | 飯田下伊那A    | 2h01m51s |                              |
| 第45回 | 平成25年 | 143チーム    | 40.0km  | 佐久長聖高校   | 2h00m28s |                              |
| 第46回 | 平成27年 | 117チーム    | 40.0km  | 飯田下伊那A    | 2h00m51s |                              |
| 第47回 | 平成28年 | 124チーム    | 40.0km  | 伊那人と大岡野 | 2h00m45s |                              |
| 第48回 | 平成29年 | 117チーム    | 40.0km  | 佐久長聖高校   | 1h58m53s |                              |
| 第49回 | 平成30年 | 121チーム    | 40.0km  | 全諏訪A        | 2h00m08s |                              |
| 第50回 | 平成31年 | 127チーム    | 36.75km | 全諏訪A        | 1h51m11s | コース変更                   |
| 第51回 | 令和2年  | 128チーム    | 36.75km | 飯田下伊那A    | 1h51m09s |                              |
| 第52回 | 令和3年  | 中止         |         |                |          | 新型コロナウイルスにより中止 |
| 第52回 | 令和4年  | 中止         |         |                |          | 新型コロナウイルスにより中止 |
| 第52回 | 令和5年  | 82チーム     | 36.75km | 佐久長聖高校   | 1h50m33s |                              |
| 第53回 | 令和6年  | 113チーム    | 38.15km | 佐久長聖高校   | 1h54m11s | 1区 2区のコース変更          |